# یوریکو تاکاهاشی
یوریکو تاکاهاشی (انگلیسی: Yuriko Takahashi؛ زادهٔ ۲۸ ژوئیهٔ ۱۹۷۳) وزنه‌بردار اهل ژاپن بود.